# Domande al cielo

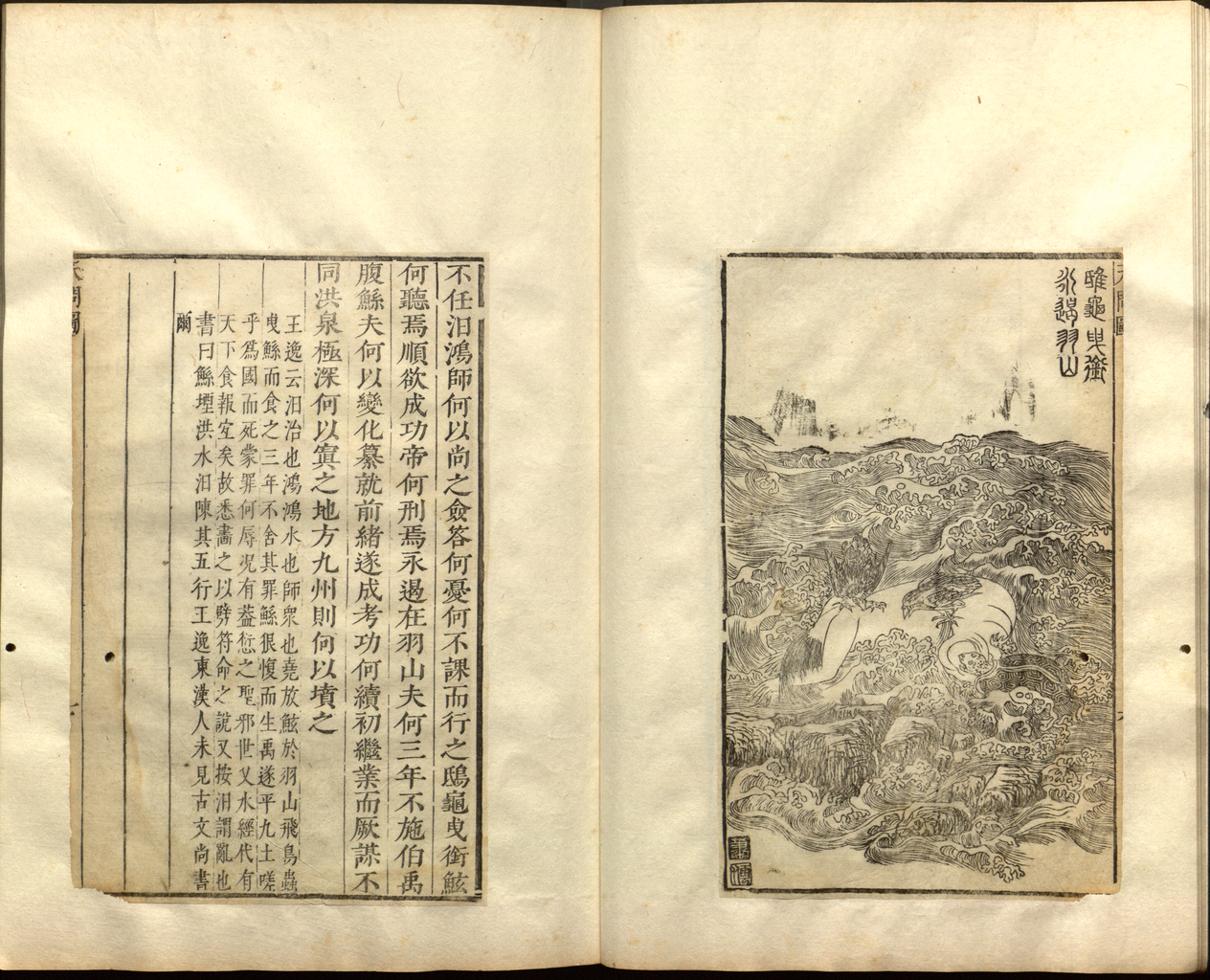
Domande al cielo (Tian Wen), Attribuito a Qu Yuan, ma con testimonianza di fonti più antiche. Dal libro The Illustrated Li Sao, illustrato da Xiao Yuncong, inscritto da Tang Yongxian. Si noti che il titolo nella parte alta a destra dell'illustrazione è parzialmente tagliato per cause relative alla preservazione storica dell'originale prima che fosse incollato su un nuovo foglio di carta.

Tianwen, in italiano Domande al cielo o Domande celesti (in caratteri cinesi: 天問T, 天问S, Tiān WènP) è un brano contenuto nella raccolta di poesie classiche cinesi di Chu Ci, il quale è riconosciuto sia in termini di poesia così come fonte di informazioni sulla cultura antica cinese, soprattutto quella riguardante l'antico stato di Chu. Di tutti i poemi attribuiti a Qu Yuan, Tianwen è quello che contiene più miti di qualsiasi altra opera da lui scritta. Ad ogni modo, a causa della struttura formale di Tianwen, ovvero una serie di domande, le informazioni riguardanti i miti a cui allude risultano, appunto, più una serie di frammenti allusivi che storie narrate in modo coerente. Secondo la leggenda, Qu Yuan scrisse questa serie di domande in versi dopo aver visto diverse raffigurazioni dipinte sui muri del tempio; in particolare, si dice che dopo il suo esilio dalla corte reale di Chu, Qu Yuan guardò le raffigurazioni degli antenati e degli dei dipinti sulle pareti del tempio ancestrale di Chu; e, poi, in risposta, scrisse le sue domande al Cielo, su quelle stesse pareti

## Descrizione
Domande al cielo consiste in una serie di versi, in formato di domanda, rivolti al cielo. Le 172 domande riguardano argomenti come la mitologia cinese e le antiche religioni cinesi, percependone le contraddizioni e i dilemmi. Il presupposto di partenza del Tianwen consiste in domande più che in risposte e questo comporta più di un problema per i mitografi. Tuttavia, le domande stesse ci aprono una finestra sul mondo della mitologia antica cinese. Le domande poste da Tianwen sono un fattore che contribuisce alla descrizione fatta dell'opera stessa come "il tesoro scritto della mitologia cinese", o anche "il più prezioso documento della mitologia cinese" (Birrell 1993, 26).

## Stile
Lo stile poetico di Domande al cielo è nettamente diverso dalle altre sezioni della raccolta Chuci, ad eccezione dei Nove canti (Jiuge). La forma poetica delle Domande al cielo è la frase di quattro caratteri, più simile a Shijing che alle frasi di lunghezza variabile generalmente tipiche dei pezzi Chuci, il vocabolario inoltre differisce dalla maggior parte del resto del Chuci, avendo più cose in comune con le opere della saggezza tradizionale come il Daodejing. David Hinton trova che queste caratteristiche del brano suggeriscano che le Domande al cielo abbiano fonti antiche rintracciabili nella tradizione orale, sebbene forse siano state messe insieme nella sua forma attuale da Qu Yuan. Hinton ritiene che gran parte del fascino della poetica delle Domande al cielo derivi dal "suo carattere frammentario ed enigmatico" combinato con un senso di mistero che pervade l'intera opera.

## Influenza

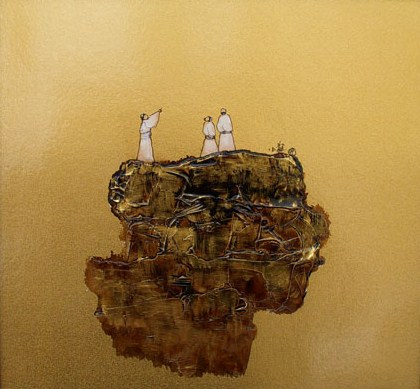
"Domande al cielo" dalla serie di Wang Xiaolong: Le domande di Tao.

Le Domande al cielo influenzarono le opere successive del Chuci. David Hinton vede nelle Domande al cielo e le Nove canti l'introduzione di "un mondo sciamanico proveniente dalla tradizione popolare" nella tradizione letteraria della poesia cinese: che appare in una forma vicina alla più antica tradizione orale in Domande al cielo e Nove canti. Queste voci dal mondo sciamanico furono trasformate in poesia di "autorialità individuale autocosciente" nel Li Sao.
Altri esempi dell'influenza dell'opera includono la poesia scritta da Li He, che  Graham traduce come "Non uscire dalla porta", che a sua volta ha influenzato il testo della canzone dei Pink Floyd Set the Controls for the Heart of the Sun, attribuita Roger Waters. Questa traduzione di Graham contiene la frase: "Guarda l'uomo che farnetica davanti al muro mentre scrive le sue domande al cielo". Pertanto, cominciando con le Domande al cielo contenute nell'antologia "Chu Ci" del III o IV secolo a.C., procedendo poi fino all'VIII o IX secolo con Li He che ne venne influenzato nella scrittura del suo poema, proseguendo nel ventesimo secolo con la traduzione di Graham e il successivo uso di questo tema da parte di Roger Waters nel testo di una canzone del popolare gruppo musicale Pink Floyd, infine cover di quella canzone nel ventunesimo secolo, Domande al cielo ha avuto un'influenza lunga e duratura sulla poesia e sul canto.
La poetessa americana Gjertrud Schnackenberg ha usato il titolo Domande al cielo per la sua elegia di sei poesie collegate alla morte di suo marito Robert Nozick nel 2002. L'opera ha vinto il Griffin Poetry Prize nel 2011. Il titolo è stato preso dalla serie cinese di poesie.
Il programma di esplorazione interplanetaria cinese prende il nome da Domande al cielo ("Tianwen") e la prima missione Tianwen-1 è stata lanciata il 23 luglio 2020.